# 129324 Johnweirich
129324 Johnweirich este o planetă minoră (asteroid) din centura de asteroizi. A fost descoperită pe 4 octombrie 2005 la Mount Lemmon⁠(d) de Mount Lemmon Survey⁠(d). 
Obiectul prezintă o orbită caracterizată de o semiaxă mare de 2,3493969246064 UAi, o excentricitate de 0,2, o înclinație de 3,1 ° în raport cu ecliptica.